# Peintre d'Andokidès
Le Peintre d'Andokidès est un artiste grec décorateur de céramiques qui vivait dans la région d'Athènes vers la fin du VIe siècle av. J.-C., en activité de -535 à -515 environ. Il est resté anonyme car il ne signait pas ses œuvres, on le désigne par le nom d'un potier pour qui il a travaillé. Son importance est cruciale dans l'histoire de la céramique grecque antique car il est considéré par la majeure partie des spécialistes comme l'inventeur et le premier utilisateur de la technique de peinture sur poterie appelée figures rouges qui supplantera par la suite complètement l'ancienne technique à figures noires.

## Genèse de son art

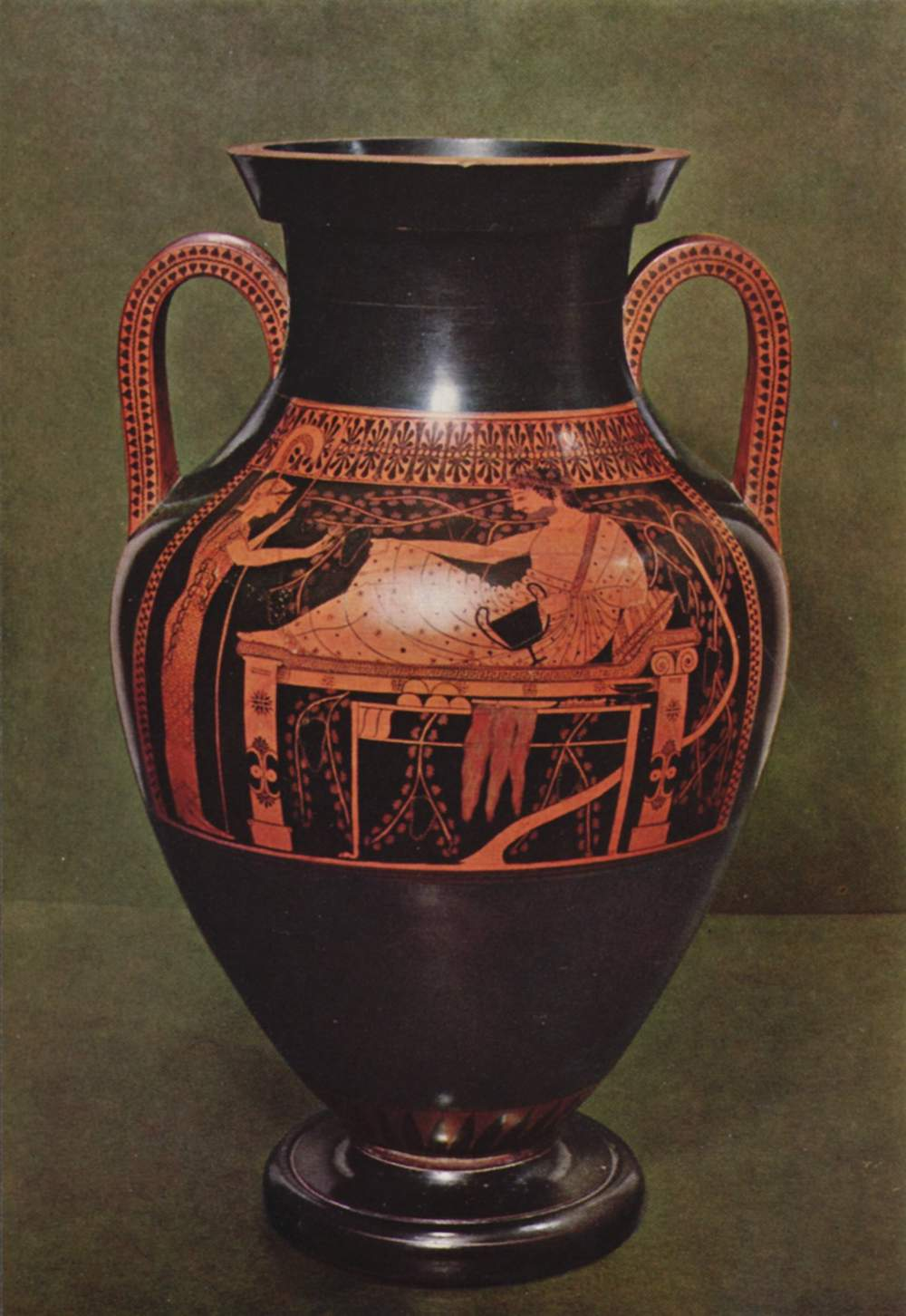
Héraclès au repos, amphore du Peintre d'Andokidès, v. -520, Staatliche Antikensammlungen de Munich

Le Peintre d'Andokidès a commencé son activité dans la technique de l'époque à figures noires, sans doute a-t-il été un élève d'Exékias, un des maîtres de l'époque. Les limites techniques atteintes par cette manière vers le milieu du VIe siècle ne permettaient peut-être plus à de nouveaux artistes d'espérer se faire un nom, et plusieurs d'entre eux cherchaient un moyen de dépasser leurs maîtres. Après des essais sans suite d'utiliser la peinture blanche au pinceau directement sur un fond noir vernissé, ce qui rendait malheureusement le rajout blanc fragile, comme sur une amphore conservée au musée du Louvre (inv.F203) qui lui est attribuée, le Peintre d'Andokidès eut l'idée d'inverser radicalement le procédé et de réserver en noir brillant le fond au lieu des silhouettes des figures comme avant. De cette façon, la couleur rouge de la terre devenait le fond absorbant sur lequel étaient peints en noir les détails des personnages avec un pinceau fin ce qui permettait une plus grande finesse de détails que l'incision au burin ou au stylet sur les silhouettes noires auparavant.
C'est vers 530 av. J.-C. qu'apparaissent les premiers témoins de cette technique qui va se généraliser progressivement. On peut suivre précisément la période de transition puisque le Peintre d'Andokidès a produit des pièces, notamment des amphores, qui présentent des faces traitées l'une en figures noires et l'autre en figures rouges, parfois avec la même scène, comme des essais pour présenter une technique nouvelle pas encore suffisamment connue des clients. Ces vases sont appelés bilingues. Par la suite, il ne produira plus que des vases exclusivement à figures rouges.
Il ne fut pas le seul, à cette époque, à se lancer dans ces innovations, d'autres, comme Oltos ou Épictétos produisent aussi des vases bilingues, mais la majorité des spécialistes sont d'accord pour dater les œuvres du Peintre d'Andokidès de quelques années antérieures aux autres productions, ce qui permet de penser qu'il fut le principal inventeur de la technique des figures rouges vers 530 av. J.-C., innovation qui va faire la fortune de la céramique attique pour presque deux siècles.

## Style et œuvres
Une vingtaine de pièces à figures noires, dont l'attribution lui est cependant contestée par quelques chercheurs, montrent qu'il avait atteint une grande maîtrise et virtuosité dans les détails qu'il ne retrouvera pas aussitôt dans la nouvelle technique qui paraît un peu empreinte de raideur au début et on trouvera encore quelques utilisations de l'incision par exemple pour les chevelures. Par la suite, il tirera un meilleur parti de la figure rouge, jouant sur la gamme des couleurs du rouge au brun foncé. Il annonce l'arrivée des grands artistes de la figure rouge comme Euphronios. Ses thèmes de prédilection sont les scènes mythologiques représentant des dieux et des héros, notamment Héraclès, son personnage favori.
On lui attribue :
- Une vingtaine de vases à figures noires
- Une amphore à sujet blanc sur fond noir (Louvre, inv F203)
- Six amphores et une coupe bilingues
- Sept amphores et un vase à figures rouges dont l'amphore La Dispute du trépied delphique entre Apollon et Héraclés, signée Androkidès en tant que potier et datée vers 530 av. J.-C., hauteur 57,5 cm. Metropolitan Museum of Art, legs Joseph Pulitzer, n°1963,63,11,6.

(source factuelle : Encyclopædia Universalis 1997)